# Maureen O’Hara

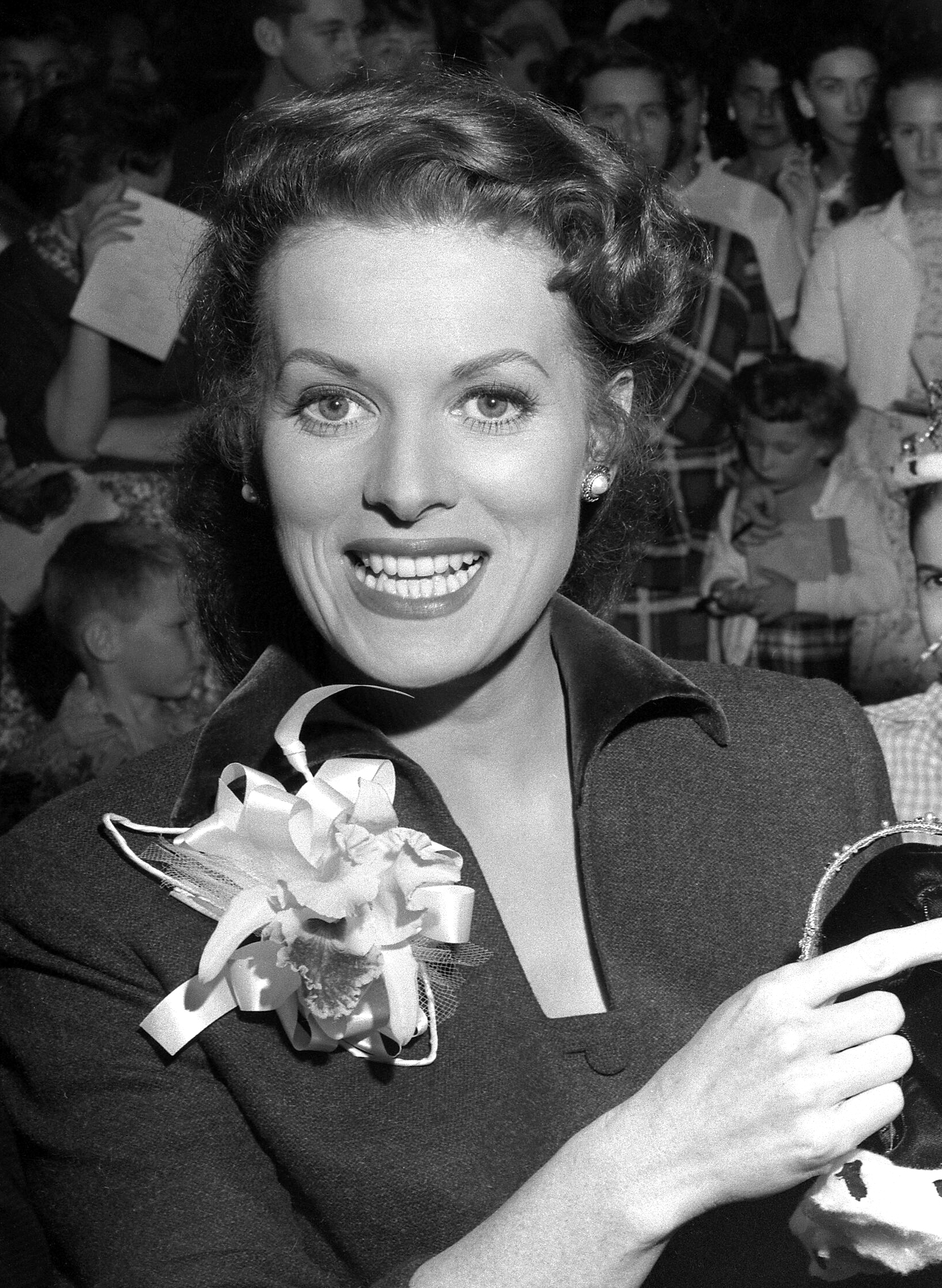
Maureen O’Hara (1956)

Maureen O’Hara (eigentlich Maureen FitzSimons; * 17. August 1920 in Ranelagh, Dublin; † 24. Oktober 2015 in Boise, Idaho) war eine irische Filmschauspielerin und Sängerin mit US-amerikanischer Staatsbürgerschaft. Berühmt wurde sie vor allem durch ihre langjährige Zusammenarbeit mit dem Regisseur John Ford und dem Schauspieler John Wayne. Weil sie regelmäßig in den damals noch seltenen Technicolor-Filmen besetzt wurde, erhielt sie den Spitznamen „Königin des Technicolor“. Häufig wurde sie in der Rolle der temperamentvollen und resoluten Heldin eingesetzt. 2014 erhielt sie einen Ehrenoscar für ihr Lebenswerk.

## Leben

### Kindheit und Jugend
Maureen O’Hara wurde 1920 in Ranelagh, einem Vorort der irischen Hauptstadt Dublin, als Maureen FitzSimons in eine katholische Familie geboren. Der katholischen Kirche blieb sie bis zu ihrem Tod verbunden. Ihr Vater Charles Stewart Parnell FitzSimons betrieb ein Bekleidungsgeschäft, in dem auch O’Haras Mutter Marguerita Lilburn FitzSimons – eine frühere Altistin – mitarbeitete. Sie war das zweitälteste von sechs Kindern. Ihr Vater besaß Anteile am Fußballverein Shamrock Rovers, den O’Hara ebenfalls seit ihrer Kindheit unterstützte. In der Schule war sie insbesondere als Sportlerin erfolgreich.
O’Hara besuchte ebenso wie der überwiegende Teil ihrer Geschwister das Abbey Theatre sowie die Ena Mary Burke School of Drama and Elocution in Dublin.  Nachdem sie zuvor bereits in Amateurgruppen gespielt hatte, gab sie im Alter von 14 Jahren ihr professionelles Debüt als Schauspielerin am Abbey Theatre. Weil ihr Vater das Schauspielgeschäft als zu unsicher ansah, musste O’Hara neben ihrer Schauspielkarriere eine Ausbildung als Buchhalterin und Stenotypistin absolvieren.
Auch mehrere ihrer Geschwister machten später Karriere in der Filmbranche, allerdings bei weitem nicht so erfolgreich wie O’Hara: Ihre jüngeren Brüder Charles B. Fitzsimons (1924–2001) und James O’Hara (1927–1992, geb. James Fitzsimons) wurden in den 1950ern ebenfalls als Schauspieler in Hollywood tätig, unter anderem hatten sie beide Nebenrollen in Der Sieger an der Seite ihrer Schwester. Ihre jüngere Schwester Margot FitzSimons (1926–2014) war unter anderem im britischen Filmklassiker Ich weiß wohin ich gehe zu sehen.

### Schauspielkarriere
Nachdem O’Hara am Abbey Theatre erste Erfolge hatte verzeichnen können, erhielt sie mit 17 Jahren eine Einladung zu Probeaufnahmen in London. Da ihr eine solche Fahrt widerstrebte, musste man sie erst einmal dazu überreden. Das Casting verlief wenig zufriedenstellend und auch O’Hara, deren Aussehen man für die Aufnahmen stark verändert hatte, meinte: „Wenn so das Filmgeschäft läuft, will ich nichts mit ihm zu tun haben.“ Als der berühmte Schauspieler Charles Laughton die Probeaufnahmen sah, fand er dennoch Gefallen an O’Hara, insbesondere an ihren ausdrucksstarken, grünen Augen. Während O’Hara nach Irland zurückkehrte, überredete Laughton seinen Geschäftspartner Erich Pommer, ihr einen Filmvertrag über sieben Jahre zu geben. 1938 spielte O’Hara in den heute so gut wie vergessenen Filmen Kicking The Moon Around und My Irish Molly ihre ersten beiden, relativ kleinen Rollen. Ihr erster großer Film wurde Riff-Piraten (1939), in dem sie unter der Regie von Alfred Hitchcock einer Bande von Strandräubern – der Anführer der Strandpiraten wurde von Laughton gespielt – auf die Schliche kommt.
Laughton war äußerst zufrieden mit O’Haras Darstellung und nahm sie mit nach Hollywood. Er setzte sich dafür ein, dass sie in der klassisch gewordenen Literaturverfilmung Der Glöckner von Notre Dame von William Dieterle die weibliche Hauptrolle der Esmeralda erhielt. Laughton selbst spielte den Glöckner. Dieser Film bedeutete ihren Durchbruch in Hollywood. Als der Zweite Weltkrieg begann, erkannte Laughton, dass er nicht weiter in England drehen konnte, und verkaufte seinen Siebenjahresvertrag mit O’Hara an RKO Pictures. Zunächst spielte sie dort überwiegend in zweitklassigen Filmen, bis Regisseur John Ford sie für sein Filmdrama Schlagende Wetter (1941) verpflichtete. Darin spielte O’Hara die weibliche Hauptrolle Angharad, die Tochter eines walisischen Bergarbeiters, die eine lieblose Heirat mit dem wohlhabenden Minenbesitzer eingeht. Als Angharad von ihm flüchtet, wird sie von der Dorfgemeinschaft verstoßen. Der Film erhielt fünf Oscars und wurde der Beginn einer langen, fünf Filme währenden Zusammenarbeit zwischen O’Hara und Ford. Die Beziehung zwischen beiden war turbulent und schwankte zwischen freundschaftlicher Liebe und tiefem Hass.
Meistens wurde O’Hara in der Rolle der temperamentvollen, leidenschaftlichen Heldin mit integrer Gesinnung besetzt, weshalb sie vor allem in Western und Abenteuerfilmen wie Der Seeräuber und Sindbad der Seefahrer ihre Heimat fand. Sie spielte oftmals in den damals noch seltenen Technicolor-Farbfilmen, vor allem weil dies im Gegensatz zum Schwarzweißfilm ihr feuerrotes Haar zur Geltung bringen konnte. Wegen ihrer vielen Rollen in Technicolor-Filmen erhielt sie den Spitznamen „Königin des Technicolors“ („Queen of Technicolor“). 1947 spielte O’Hara als Mutter von Susan Walker (Natalie Wood) die Hauptrolle in dem Weihnachtsklassiker Das Wunder von Manhattan. Ihre Figur einer zynischen Geschäftsfrau begegnet im Laufe des Filmes den Weihnachtsmann (Edmund Gwenn) und macht danach eine Wandlung ihres Charakters durch. 
1950 erfolgte ihre zweite Zusammenarbeit mit John Ford bei dem Western Rio Grande, dem dritten und letzten Teil von Fords berühmter Kavallerie-Trilogie. O’Hara und John Wayne verkörperten in den Hauptrollen ein seit 15 Jahren getrenntes Ehepaar, das sich wiederbegegnet, als ihr gemeinsamer Sohn in die Truppe von Waynes Colonel eintritt. Für die im Privatleben befreundeten Schauspieler Wayne und O’Hara war Rio Grande die erste von insgesamt fünf Zusammenarbeiten. Wayne äußerte sich später über O’Hara, dass sie die einzige Frau in seinem Leben gewesen sei, die er als echte Freundin bezeichnen könne, und nannte sie seine beste Leading Lady. 1952 hatten beide Schauspieler ihren wohl bekanntesten gemeinsamen Auftritt in John Fords Komödie Der Sieger. In dem Film, der in einem irischen Dorf spielt, spielte O’Hara Waynes widerspenstige Verlobte. 
In den 1950er-Jahren setzte sich O’Haras Karriere mit weiteren Abenteuerfilmen und Western fort, von denen allerdings viele Routineproduktionen waren und weitgehend in Vergessenheit geraten sind. Ihre letzten beiden Zusammenarbeiten mit John Ford waren Mit Leib und Seele (1955) und Dem Adler gleich (1957), in denen Tyrone Power bzw. erneut John Wayne ihre Filmpartner waren. Die Schauspielerin unternahm auch einige Auftritte im US-Fernsehen und verkörperte 1960 die Titelrolle im Fernsehfilm Mrs. Miniver, einer Neuverfilmung des gleichnamigen Filmerfolgs aus dem Jahr 1942. 
Ab den 1960er-Jahren spielte O’Hara zunehmend auch in Komödien, etwa in Die Vermählung ihrer Eltern geben bekannt (1961), einer amerikanisierten Adaption des Erich-Kästner-Romans Das doppelte Lottchen, sowie als Ehefrau von James Stewart in der Familienkomödie Mr. Hobbs macht Ferien (1962). Im Jahr 1963 war sie Filmpartnerin von Henry Fonda im Drama Sommer der Erwartung und verkörperte die getrennt lebende Ehefrau von John Waynes Titelfigur in der Westernkomödie MacLintock, die im Filmfinale nach diversen Streitigkeiten wieder zu ihm zurückkehrt. Mit dem Ende des klassischen Hollywood-Kinos in der nachfolgenden Zeit fanden sich nur noch wenige gute Rollen für O’Hara. 1971 spielte sie ein letztes Mal an Waynes Seite in dem Western Big Jake, danach zog sie sich für zwei Jahrzehnte aus dem Schauspielgeschäft zurück.
1991 hatte O’Hara ein kleines Comeback, als sie die herrische Mutter von John Candys Hauptfigur in Chris Columbus’ Komödie Mama, ich und wir zwei darstellte. In den darauffolgenden Jahren spielte sie noch in drei Fernsehfilmen, der letzte davon The Last Dance aus dem Jahr 2000. Ihre 2004 veröffentlichte Autobiografie Tis Herself avancierte zu einem Bestseller.

### Privatleben

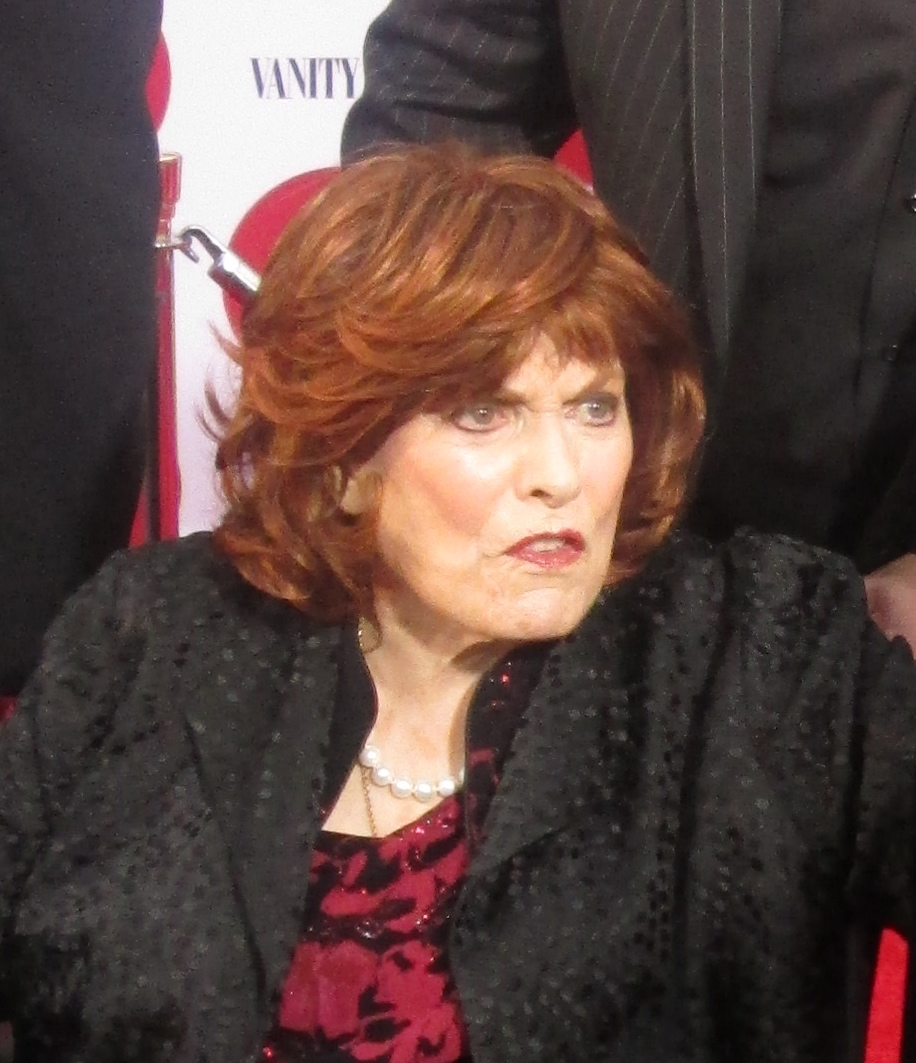
O’Hara auf dem TCM Film Festival im April 2014

Maureen O’Hara heiratete 1939 den britischen Filmproduzenten George H. Brown, der unter anderem zwei der Miss-Marple-Filme mit Margaret Rutherford produzierte. 1941 wurde die Ehe annulliert, und noch im selben Jahr heiratete sie den Regisseur Will Price (1913–1962). 1944 wurde die gemeinsame Tochter Bronwyn FitzSimons geboren, die Anfang der 1960er-Jahre ebenfalls kurzzeitig als Schauspielerin arbeitete. 1946 wurde O’Hara US-amerikanische Staatsbürgerin.

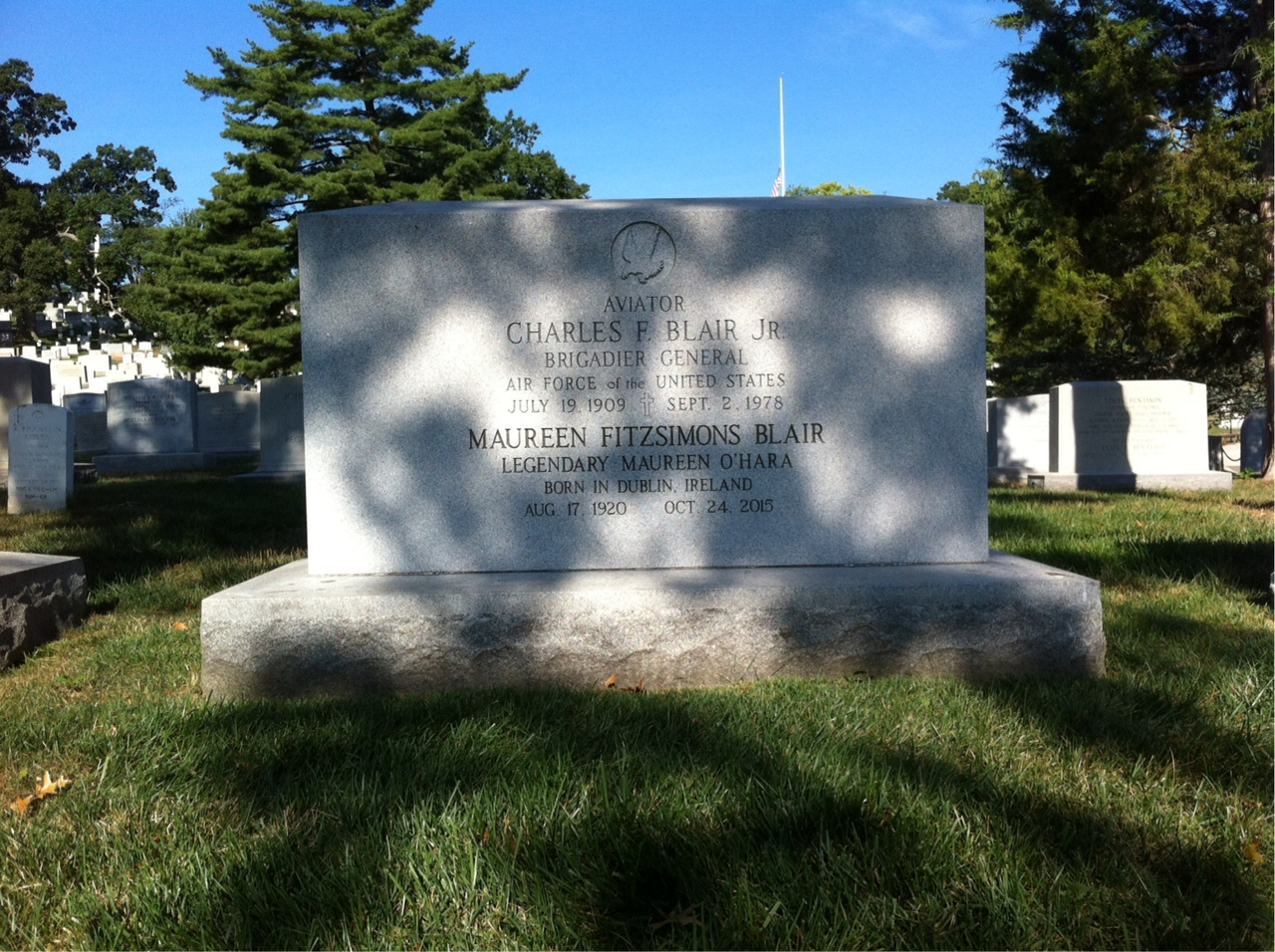
O’Haras Grab auf dem Arlington National Cemetery

Nach der Scheidung von Price im Jahr 1948 heiratete O’Hara 1968 den Schriftsteller, früheren Brigadegeneral und Piloten Charles F. Blair (1909–1978), den sie 1947 auf einem Flug nach Irland erstmals getroffen hatte. 1978 flog Blair mit einer Grumman G-21 im Karibischen Meer, als die Motoren versagten und das Flugzeug abstürzte. Blair und drei seiner Passagiere wurden getötet, sieben weitere schwer verletzt. Nach dem Tod ihres Ehemannes wurde sie zur Präsidentin seiner Fluggesellschaft Antilles Airboats, was sie zur ersten Präsidentin einer Fluggesellschaft in den Vereinigten Staaten machte. Später verkaufte sie die Firma. 
Im Alter lebte O’Hara lange an der Südwestküste Irlands in Glengarriff, wo es im ortsansässigen Pub ihren festen Stammtisch gibt. Aus gesundheitlichen Gründen zog sie 2012 zu ihrem Enkel in den US-Bundesstaat Idaho. Am 8. November 2014 nahm die Schauspielerin den Ehrenoscar für ihr Lebenswerk entgegen. Im darauffolgenden Jahr starb sie am 24. Oktober im Alter von 95 Jahren in ihrem Wohnort Boise, Idaho. Ihre letzte Ruhestätte befindet sich auf dem Arlington National Cemetery, Virginia.

## Filmografie
- 1938: Kicking the Moon Around
- 1938: My Irish Molly
- 1939: Riff-Piraten (Jamaica Inn)
- 1939: Der Glöckner von Notre Dame (The Hunchback of Notre Dame)
- 1940: A Bill of Divorcement
- 1940: Dance, Girl, Dance
- 1941: They Met in Argentina
- 1941: Schlagende Wetter (How Green Was My Valley)
- 1942: To the Shores of Tripoli
- 1942: 10 Leutnants von West-Point (Ten Gentlemen from West Point)
- 1942: Der Seeräuber (The Black Swan)
- 1943: Immortal Sergeant
- 1943: Dies ist mein Land (This Land Is Mine)
- 1943: The Fallen Sparrow
- 1944: Buffalo Bill, der weiße Indianer (Buffalo Bill)
- 1945: Die Seeteufel von Cartagena (The Spanish Main)
- 1946: Sentimental Journey
- 1946: Sinfonie in Swing (Do You Love Me)
- 1947: Endspurt (The Homestretch)
- 1947: Das Wunder von Manhattan (Miracle on 34th Street)
- 1947: Eine Welt zu Füßen (The Foxes of Harrow)
- 1947: Sindbad der Seefahrer (Sinbad the Sailor)
- 1948: Belvedere räumt auf (Sitting Pretty)
- 1949: A Woman’s Secret
- 1949: Britannia Mews
- 1949: Father Was a Fullback
- 1949: Die schwarzen Teufel von Bagdad (Bagdad)
- 1950: Im Lande der Comanchen (Comanche Territory)
- 1950: Rio Grande
- 1950: Tripolis (Tripoli)
- 1951: Die Flamme von Arabien (Flame of Araby)
- 1952: Die Söhne der drei Musketiere (At Sword’s Point)
- 1952: Gesetz der Peitsche (Kangaroo)
- 1952: Der Sieger (The Quiet Man)
- 1952: Gegen alle Flaggen (Against All Flags)
- 1953: Feuerkopf von Wyoming (The Redhead from Wyoming)
- 1953: Verschwörung auf Fort Clark (War Arrow)
- 1954: Feuer über Afrika (Malaga)
- 1955: Mit Leib und Seele (The Long Gray Line)
- 1955: Die Nacht gehört uns (The Magnificent Matador)
- 1955: Die nackte Geisel (Lady Godiva of Coventry)
- 1956: Geheimzentrale Lissabon (Lisbon)
- 1956: Everything But the Truth
- 1957: Dem Adler gleich (The Wings Of Eagles)
- 1959: Unser Mann in Havanna (Our Man in Havana)
- 1960: Mrs. Miniver (Fernsehfilm)
- 1960: The DuPont Show of the Month (Fernsehserie, eine Folge)
- 1961: Die Vermählung ihrer Eltern geben bekannt (The Parent Trap)
- 1961: Gefährten des Todes (The Deadly Companions)
- 1962: Theatre ’62 (Fernsehserie, eine Folge)
- 1962: Mr. Hobbs macht Ferien (Mr. Hobbs Takes a Vacation)
- 1963: Sommer der Erwartung (Spencer’s Mountain)
- 1963: MacLintock (McLintock!)
- 1963: A Cry of Angels (Fernsehfilm)
- 1965: Kampf in der Villa Fiorita (The Battle of the Villa Fiorita)
- 1966: Rancho River (The Rare Breed)
- 1966: The Garry Moore Show (Fernsehserie, eine Folge)
- 1967: Off to See the Wizard (Fernsehserie, eine Folge)
- 1970: Wie ich dich liebe? (How Do I Love Thee)
- 1971: Big Jake (Big Jake)
- 1973: Das letzte Wort hat Tilby (The Red Pony) (Fernsehfilm)
- 1991: Mama, ich und wir zwei (Only the Lonely)
- 1995: Der Ruf des Engels (The Christmas Box) (Fernsehfilm)
- 1998: Cap to Canada (Fernsehfilm)
- 2000: The Last Dance (Fernsehfilm)

## Diskografie (Auswahl)
- 1960: Christine (Musical), Original Broadway Cast Album

## Auszeichnungen

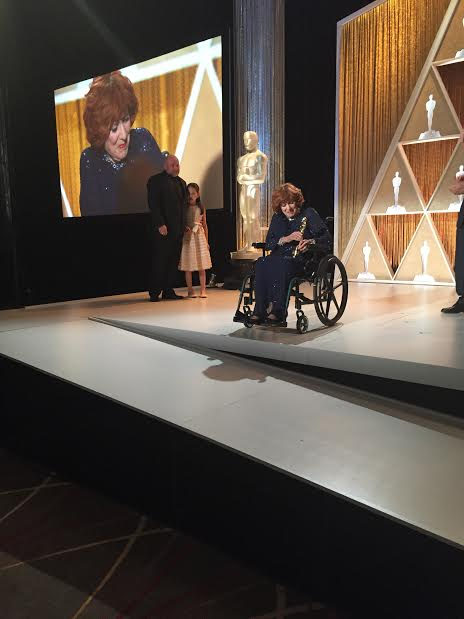
Maureen O’Hara erhält den Ehrenoscar (2014)

- 1949: Bambi – Beste Schauspielerin International, 3. Platz für Bagdad
- 1960: Stern auf dem Hollywood Walk of Fame (7004 Hollywood Blvd.)
- 1963, 1964: Laurel Award – nominiert
- 1991: Golden Boot Awards für ihr Lebenswerk
- 1993: British Film Institute Award
- 2004: Irish Film & Television Award für ihr Lebenswerk
- 2014: Ehrenoscar für ihr Lebenswerk